# 11월 20일
11월 20일은 그레고리력으로 324번째(윤년일 경우 325번째) 날에 해당한다.

## 사건
- 284년 - 디오클레티아누스가 로마의 황제가 되다.
- 1194년 - 팔레르모가 신성 로마 제국의 하인리히 6세에 의해 정복되다.
- 1700년 - 스웨덴왕 칼 12세가 나르바 전투에서 표트르 대제가 이끄는 러시아군을 격파하다.
- 1820년 - 남아메리카의 서쪽 해안에서 2,000해리(3,700킬로미터) 떨어진 해역에서 무게 80톤의 향유고래가 포경선 에섹스호를 공격, 침몰시키다. 94일간 7,200km를 표류했던 21명의 조난자들 중 8명만 살아남다.
- 1910년 - 프란시스코 마데로가 포르피리오 디아스의 대통령 당선을 무효라고 하면서 멕시코 혁명이 시작되다.
- 1974년 - 루프트한자 540편 보잉 747-130의 조모 케냐타 국제공항에서 착륙도중 일어난 사고로 59명이 사망하였다.
- 1989년 - UN에서 유엔아동권리협약 체결.

## 문화
- 1897년 - 독립협회가 서대문구에 독립문을 세우다.
- 1905년 - 장지연이 황성신문에 을사조약의 무효를 주장하는 시일야방성대곡을 싣다.
- 1983년 - 미국 ABC 방송이 핵 전쟁 이후를 그린 TV 영화 《그날 이후》를 방영하다.
- 1985년 - 마이크로소프트에서 윈도우 1.0이 처음으로 출시되다.
- 1987년 - 대한민국의 경상남도 서부 지역의 문화방송 진주MBC 텔레비전 방송국 개국.
- 1998년 - 국제우주정거장의 첫 모듈인 자르야가 발사되다.
- 2011년 - 대한민국 대구광역시에서 대구원음방송 개국.
- 2023년
  - MBC 표준FM의 밤의 디스크쇼가 24년 만에 부활했다.
  - 별이 빛나는 밤에가 54년 만에 MBC FM4U로 이동했다.
  - FM 골든디스크가 1년 만에 MBC 표준FM에서 부활했다.
  - MBC FM4U의 FM데이트가 5년 만에 부활했다.
  - MBC 표준FM의 시선집중, 손경제 상담소, 손에 잡히는 경제 플러스가 매일 방송으로 확대되었다.

## 탄생
- 1688년 - 조선의 제20대 국왕 경종. (~1724년)
- 1752년 - 영국의 시인 토머스 채터턴. (~1770년)
- 1761년 - 제253대 로마의 교황 교황 비오 8세. (~1830년)
- 1830년 - 조선 후기의 문신 이재명. (~1891년)
- 1851년 - 스웨덴의 경제학자 크누트 빅셀. (~1926년)
- 1886년 - 오스트리아의 동물학자 카를 폰 프리슈. (~1982년)
- 1889년
  - 대한민국의 군인 송호성. (~1959년)
  - 미국의 천문학자 에드윈 허블. (~1953년)
- 1893년 - 대한민국의 독립운동가 이준용. (~1945년)
- 1902년 - 독일의 법학자 볼프강 쿵켈. (~1981년)
- 1907년 - 프랑스의 영화 감독 앙리조르주 클루조. (~1977년)
- 1908년
  - 대한민국의 독립운동가 장재성. (~1950년)
  - 대한민국의 독립운동가 육동백. (~2007년)
- 1911년 - 미국의 높이뛰기 선수 진 실리. (~1998년)
- 1914년 - 대한민국의 농구 선수, 정치인 윤택선. (~1998년)
- 1915년 - 일본의 영화감독 이치카와 곤. (~2008년)
- 1917년 - 미국의 정치인 로버트 버드. (~2010년)
- 1920년 - 미국의 영화배우 더글러스 딕. (~2015년)
- 1921년 - 대한민국의 서예가 조복순. (~1981년)
- 1923년 - 남아프리카 공화국의 작가 네이딘 고디머. (~2014년)
- 1924년
  - 폴란드 출신 프랑스와 미국의 수학자 브누아 망델브로. (~2010년)
  - 미국의 영화배우, 각본가 마크 밀러. (~2022년)
  - 대한민국의 음악가 이호철. (~1956년)
  - 대한민국의 정치인 문도철. (~1971년)
  - 대한민국의 성우 정도현. (~2016년)
- 1925년 - 미국의 정치인, 변호사 로버트 F. 케네디. (~1968년)
- 1926년 - 대한민국의 영화 배우 최은희. (~2018년)
- 1928년
  - 대한민국의 기업인, 저술가 권희로. (~2010년)
  - 대한민국의 기업인 박태서. (~2010년)
- 1929년 - 대한민국의 정치인 우병규. (~2018년)
- 1930년 - 조선민주주의인민공화국의 정치인 최영림.
- 1936년 - 미국의 소설가 돈 디릴로.
- 1939년 - 대한민국의 정치인 곽범기.
- 1940년 - 미국의 생화학자 아리에 와르셸.
- 1941년 - 미국의 음악가 게리 카. (~2025년)
- 1942년
  - 미국 제46대 대통령 조 바이든.
  - 대한민국의 평론가, 언론인 겸 공학자 지만원.
- 1946년 - 미국의 싱어송라이더 듀안 올맨. (~1971년)
- 1948년
  - 대한민국의 영화 감독 박철수. (~2013년)
  - 미국의 소프라노 가수 바바라 헨드릭스.
  - 미국의 정치인 존 볼턴.
- 1949년 - 대한민국의 방송프로듀서 남성우. (~2012년)
- 1952년 - 대한민국의 기업인 최신원.
- 1953년 - 대한민국의 정치인 홍준표.
- 1954년 - 일본의 성우 겸 배우 시마다 빈.
- 1958년 - 대한민국의 교육가, 사회운동가 천창수.
- 1960년 - 대한민국의 방송인 최일구.
- 1961년 - 대한민국의 뮤지컬 배우 김선동.
- 1962년
  - 대한민국의 대법관 노태악.
  - 중국의 가수, 영부인 펑리위안.
- 1963년 - 미국의 배우 밍나 원.
- 1964년
  - 대한민국의 시사평론가 이철희.
  - 대한민국의 산악인 김홍빈. (~2021년)
- 1965년
  - 대한민국의 정치인 조진래. (~2019년)
  - 대한민국의 법조인, 정치인 박민식.
  - 일본의 음악가 요시키.
  - 일본의 성우 쿠사오 타케시.
- 1967년
  - 대한민국의 정치인 강성휘.
  - 대한민국의 정치인 홍익표.
- 1969년 - 독일의 축구 심판 볼프강 슈타르크.
- 1970년
  - 대한민국의 범죄자 우위안춘.
  - 대한민국의 성우 김정은.
  - 대한민국의 정치인 김철호.
  - 아랍에미리트의 정치인 만수르 빈 자이드 알나흐얀.
- 1971년 - 미국의 배우 조엘 맥헤일.
- 1972년 - 대한민국의 배우 한정수.
- 1973년 - 일본의 작곡가 나구모 레오.
- 1975년
  - 대한민국의 성우 정윤정.
  - 이탈리아의 배우 겸 영화 감독 아시아 아르젠토.
  - 방글라데시의 가수, 배우 방대한.
  - 대한민국의 유도 선수 김종원.
- 1976년
  - 북한의 전 축구 선수 지윤남.
  - 미국의 배우 로라 해리스.
- 1977년 - 대한민국의 배우 최나래.
- 1978년 - 대한민국의 가수 용이.
- 1979년
  - 대한민국의 아나운서 김태우.
  - 대한민국의 바둑 기사 현미진.
  - 미국의 정치인 루벤 가예고.
- 1980년 - 일본의 영화배우 코이케 에이코.
- 1981년
  - 대한민국의 배우 오유진.
  - 미국의 가수 및 배우 킴벌리 월시.
- 1982년 - 대한민국의 배우, 방송인 판유걸.
- 1983년 - 대한민국의 배우 서현우.
- 1984년
  - 대한민국의 가수 알리.
  - 대한민국의 작곡가 정연우.
  - 대한민국의 배우 이지연.
  - 일본의 전 축구 선수 다무라 나오야.
- 1985년
  - 타이완의 가수, 배우 옌아룬 (페이룬하이).
  - 대한민국의 희극인 남호연.
- 1986년 - 대한민국의 전직 스타크래프트 프로게이머 이병민.
- 1987년
  - 대한민국의 바둑 기사 윤준상.
  - 대한민국의 모델, 방송인 윤정민.
  - 미국의 정치인 제임스 우스마이어.
- 1988년
  - 대한민국의 마라톤 선수 오주한.
  - 세르비아의 축구 선수 두샨 타디치.
- 1989년
  - 대한민국의 배우 헤이지니.
  - 미국의 배우 코디 린리.
  - 이탈리아의 펜싱 선수 알레시오 포코니.
- 1990년
  - 벨기에 태생의 중국계 여자 배드민턴 선수 리안 탄.
  - 대한민국의 가수 박종구.
- 1991년
  - 대한민국의 래퍼 세용 (마이네임).
  - 대한민국의 래퍼 딘딘.
  - 대한민국의 바둑 기사 이슬아.
  - 대한민국의 야구 선수 이승현.
- 1992년
  - 대한민국의 야구 선수 임찬규.
  - 이탈리아의 축구 선수 마티아 페린.
  - 일본의 축구 선수 히라마쓰 슈.
  - 알바니아의 축구 선수 프레디 베셀리.
- 1993년 - 일본의 가수 사토 스미레 (AKB48).
- 1994년 - 대한민국의 가수 화수목 (타이니지).
- 1995년
  - 대한민국의 전 가수 박재석.
  - 대한민국의 축구 선수 고민성.
  - 헝가리의 쇼트트랙 선수 류 사오린 샨도르.
- 1996년
  - 대한민국의 가수 최첼로.
  - 대한민국의 범죄자 김태현.
  - 대한민국의 리그 오브 레전드 프로게이머 이그나.
- 1997년 - 대한민국의 리그 오브 레전드 프로게이머 올인.
- 1998년
  - 대한민국의 야구 선수 이나현.
  - 일본의 펜싱 선수 에무라 미사키.
- 2000년
  - 영국의 가수 코니 탤벗.
  - 일본의 레슬링 선수 구사카 나오.
  - 대한민국의 리그 오브 레전드 프로게이머 마스크.
- 2001년 - 대한민국의 가수 김준서.
- 2002년 - 일본의 아이돌 카케하시 사야카.
- 2003년 - 일본의 아이돌 쿠보 사토네.
- 2004년 - 대한민국의 배우 최다인.

## 사망
- 1506년 - 조선의 제10대 국왕 연산군. (1476년~)
- 1764년 - 독일의 수학자 크리스티안 골트바흐. (1690년~)
- 1894년 - 러시아의 작곡가 겸 피아니스트 안톤 루빈시테인. (1829년~)
- 1910년 - 러시아의 소설가, 시인 레프 톨스토이. (1828년~)
- 1936년 - 스페인의 결속주의자 호세 안토니오 프리모 데 리베라. (1903년~)
- 1975년 - 스페인의 파시스트 지도자 프란시스코 프랑코. (1892년~)
- 1976년 - 러시아의 생물학자 트로핌 리센코. (1898년~)
- 1995년 - 대한민국의 가수 김성재. (1972년~)
- 2005년
  - 대한민국의 화가, 미술가 이대원. (1921년~)
  - 대한민국의 공무원 이수일. (1942년~)
- 2006년
  - 미국의 영화 감독 로버트 올트먼. (1925년~)
  - 중화인민공화국의 군인, 정치인 훙쉐즈. (1913년~)
- 2007년 - 대한민국의 국악인 박병천. (1933년~)
- 2008년 - 대한민국의 군인, 정치인 김유복. (1925년~)
- 2010년 - 대한민국의 군인, 사회기관단체인 서종철. (1924년~)
- 2016년 - 그리스의 제6대 대통령 콘스탄티노스 스테파노풀로스. (1926년~)
- 2018년 - 영국의 화학자, 노벨 화학상 수상자 에런 클루그. (1926년~)
- 2020년
  - 멕시코의 육상 선수 에르네스토 칸토. (1959년~)
  - 세르비아의 성직자 이리네이. (1930년~)
- 2022년 - 미국의 영화배우 미키 쿤. (1932년~)
- 2024년
  - 영국의 제7대 부총리 존 프레스콧. (1938년~)
  - 독일의 언론인 우르줄라 하페르베크. (1928년~)

## 기념일
- 세계 어린이날(Universal Children's Day)
- 트랜스젠더 추모의 날

## 같이 보기
- 전날: 11월 19일 다음날: 11월 21일 - 전달: 10월 20일 다음달: 12월 20일
- 음력: 11월 20일
- 모두 보기